# Turlington, Carolina de Nord
Turlington este o comunitate neîncorporată din estul comitatului Harnett aflat între orașele Coats și Erwin din același comitat.
Nume anterior folosite pentru a desemna comunitatea au inclus Slocumb Crossroads ori Turlington Crossroads.  În anul 1893 a existat o încercare nereușită de a muta sediul comitatului din Lillington în Turlington Crossroads
.